# 一株運動
一株運動（ひとかぶうんどう）とは社会運動の一つ。特定の企業の株主総会に出席するためその企業の株式を一株だけ保有し、総会において抗議などを行うというものである。
1981年（昭和56年）に商法が改正されて単位株が導入されるまで、日本では保有する株式が一株でも株主総会への出席が認められていたため、こういった運動が存在していた。多くの場合一定数の株式を確保してそれを一株ないし十株に分割し、団体で総会に出席するという方針をとった。
1970年代初めに水俣病の被害者が、チッソに対する抗議のために行ったものが広く知られている。
1981年（昭和56年）以降は商法改正により導入された単位株制度により一定数の株式を保有していなければ株主総会に出席することはできず、2001年（平成13年）に単位株に代わって導入された単元株制度も同様であるため、現在では一株運動はほとんど行われていない。